# Josef Schleinkofer
Josef Schleinkofer, född 19 mars 1910 i München, död 1984, var en tysk boxare.
Schleinkofer blev olympisk silvermedaljör i fjädervikt i boxning vid sommarspelen 1932 i Los Angeles.